# Ionela Târlea
Ionela Târlea-Manolache (Craiova, 9 febbraio 1976) è un'ex velocista e ostacolista rumena.
In carriera è stata medaglia d'argento nei 400 metri ostacoli ai Giochi olimpici di Atene 2004, campionessa mondiale indoor dei 200 metri piani a Siviglia 1999 e due volte campionessa europea dei 400 m ostacoli a Budapest 1998 e Monaco di Baviera 2002.

## Record nazionali

### Seniores
- 100 metri piani: 11"30 ( Parigi, 19 giugno 1999)
- 200 metri piani: 22"35 ( Doha, 13 maggio 1999)
- 200 metri piani indoor: 22"39 ( Maebashi, 6 marzo 1999)
- 300 metri piani: 36"20 ( Città del Messico, 3 maggio 2003)
- 400 metri piani: 49"88 ( Palma di Maiorca, 12 luglio 1999)
- 400 metri piani indoor: 50"56 ( Valencia, 1º marzo 1998)
- 300 metri ostacoli: 39"68 ( Bucarest, 14 agosto 1993)
- 400 metri ostacoli: 53"25 ( Roma, 7 luglio 1999)
- Staffetta 4×400 metri: 3'25"68 ( Parigi, 20 giugno 1999) (Otilia Ruicu-Esanu, Alina Râpanu, Ana Maria Barbu, Ionela Târlea)
- Staffetta 4×400 metri indoor: 3'30"06 ( Budapest, 7 marzo 2004) (Angela Moroşanu, Alina Râpanu, Maria Rus, Ionela Târlea)

## Palmarès
| Anno | Manifestazione    | Sede             | Evento      | Risultato        | Prestazione | Note                                     |
| ---- | ----------------- | ---------------- | ----------- | ---------------- | ----------- | ---------------------------------------- |
| 1992 | Mondiali juniores | Seul             | 400 m piani | Bronzo           | 52"13       |                                          |
| 1992 | Mondiali juniores | Seul             | 4×400 m     | Oro              | 3'31"57     |                                          |
| 1993 | Europei juniores  | San Sebastián    | 400 m hs    | Oro              | 56"43       |                                          |
| 1994 | Europei indoor    | Parigi           | 400 m piani | 4ª               | 53"13       |                                          |
| 1994 | Mondiali juniores | Lisbona          | 400 m hs    | Oro              | 56"25       |                                          |
| 1994 | Mondiali juniores | Lisbona          | 4×400 m     | Argento          | 3'36"59     |                                          |
| 1995 | Europei juniores  | Nyíregyháza      | 400 m hs    | Oro              | 56"04       |                                          |
| 1995 | Mondiali          | Göteborg         | 400 m hs    | 7ª               | 55"46       |                                          |
| 1995 | Universiadi       | Fukuoka          | 400 m hs    | Argento          | 55"99       |                                          |
| 1996 | Europei indoor    | Stoccolma        | 400 m piani | 4ª               | 52"90       |                                          |
| 1996 | Giochi olimpici   | Atlanta          | 400 m hs    | 7ª               | 54"40       |                                          |
| 1997 | Mondiali indoor   | Parigi           | 400 m piani | 4ª               | 52"06       | Record nazionale                         |
| 1998 | Europei indoor    | Valencia         | 400 m piani | Argento          | 50"56       | Record nazionale                         |
| 1998 | Europei           | Budapest         | 400 m hs    | Oro              | 53"37       |                                          |
| 1999 | Mondiali indoor   | Maebashi         | 200 m piani | Oro              | 22"39       | Miglior prestazione mondiale stagionale  |
| 1999 | Universiadi       | Palma di Maiorca | 400 m piani | Oro              | 49"88       | Record delle Universiadi                 |
| 2000 | Giochi olimpici   | Sydney           | 400 m hs    | 6ª               | 54"35       | Miglior prestazione personale stagionale |
| 2001 | Mondiali indoor   | Lisbona          | 400 m piani | Semifinale       | 52"87       |                                          |
| 2001 | Mondiali          | Edmonton         | 400 m hs    | 6ª               | 55"36       |                                          |
| 2002 | Europei           | Monaco           | 400 m hs    | Oro              | 54"95       |                                          |
| 2003 | Mondiali          | Saint-Denis      | 400 m hs    | 4ª               | 54"41       |                                          |
| 2004 | Mondiali indoor   | Budapest         | 400 m piani | 4ª               | 51"58       | Miglior prestazione personale stagionale |
| 2004 | Mondiali indoor   | Budapest         | 4×400 m     | Bronzo           | 3'30"06     | Record nazionale                         |
| 2004 | Giochi olimpici   | Atene            | 400 m hs    | Argento          | 53"38       |                                          |
| 2004 | Giochi olimpici   | Atene            | 4×400 m     | 6ª               | 3'26"81     |                                          |
| 2007 | Mondiali          | Osaka            | 200 m piani | Batteria         | 23"48       |                                          |
| 2007 | Mondiali          | Osaka            | 400 m piani | Semifinale       | 51"62       |                                          |
| 2007 | Mondiali          | Osaka            | 400 m hs    | Semifinale       | 55"41       | Miglior prestazione personale stagionale |
| 2007 | Mondiali          | Osaka            | 4×400 m     | Batteria         | 3'35"69     |                                          |
| 2008 | Giochi olimpici   | Pechino          | 200 m piani | Quarti di finale | 23"22       |                                          |

## Altre competizioni internazionali
1998
- 6ª alla Grand Prix Final ( Mosca), 400 m piani - 51"04
- 4ª in Coppa del mondo ( Johannesburg), 400 m hs - 54"01
- 5ª in Coppa del mondo ( Johannesburg), 4×400 m - 3'26"34

2001
- 6ª alla Grand Prix Final ( Melbourne), 400 m hs - 55"52

2002
- 4ª in Coppa del mondo ( Madrid), 400 m hs - 56"17

2003
- Argento in Coppa Europa ( Firenze), 200 m piani - 22"78
- Oro in Coppa Europa ( Firenze), 400 m hs - 54"47
- Bronzo alla World Athletics Final ( Monaco), 400 m hs - 54"44

2004
- 5ª alla World Athletics Final ( Monaco), 400 m hs - 55"79

2005
- 5ª in Coppa Europa ( Firenze), 200 m piani - 23"26
- 4ª in Coppa Europa ( Firenze), 400 m piani - 52"09